# 전포동
전포동(田浦洞)은 대한민국 부산광역시 부산진구의 법정동이다. 행정동으로 전포1·2동으로 나뉜다.

## 주요 시설
아파트
| 단지명                   | 건설사       | 시행사                             | 주소                        | 입주        | 비고 |
| ------------------------ | ------------ | ---------------------------------- | --------------------------- | ----------- | ---- |
| 양정 메트로하이츠        | 중앙건설     | 중앙건설                           | 부산진구 진남로 477         | 2006년 5월  |      |
| 롯데캐슬 스카이          | 롯데건설     | 롯데건설                           | 부산진구 전포대로275번길 20 | 2004년 12월 |      |
| e편한세상 시민공원 1단지 | ㈜디엘이앤씨 | 전포1-1구역 주택재개발정비사업조합 | 부산진구 진남로 455         | 2022년 9월  |      |
| e편한세상 시민공원 2단지 | ㈜디엘이앤씨 | 전포1-1구역 주택재개발정비사업조합 | 부산진구 진남로 460         | 2022년 9월  |      |
편의
- 지오플레이스 (전포동)
- NC백화점 (전포동)
- 전포카페거리

## 교육
- 전포초등학교
- 성북초등학교
- 부산동성초등학교
- 부산진여자중학교
- 덕명여자중학교
- 부산동중학교
- 동의중학교
- 항도중학교
- 동의고등학교
- 부산동성고등학교
- 부산동고등학교
- 부산마케팅고등학교
- 경남공업고등학교

## 문화재
- 부산 전포동 구상반려암: 천연기념물 제267호